# (3098) van Sprang
(3098) van Sprang ist ein Asteroid des Hauptgürtels, der am 24. September 1960 vom niederländischen Forscherteam Cornelis Johannes van Houten, Ingrid van Houten-Groeneveld und Tom Gehrels im Rahmen des Palomar-Leiden-Surveys entdeckt wurde.
Der Name des Asteroiden wurde zu Ehren des niederländischen Meteorspezialisten Bert van Sprang gewählt.